# Mohe

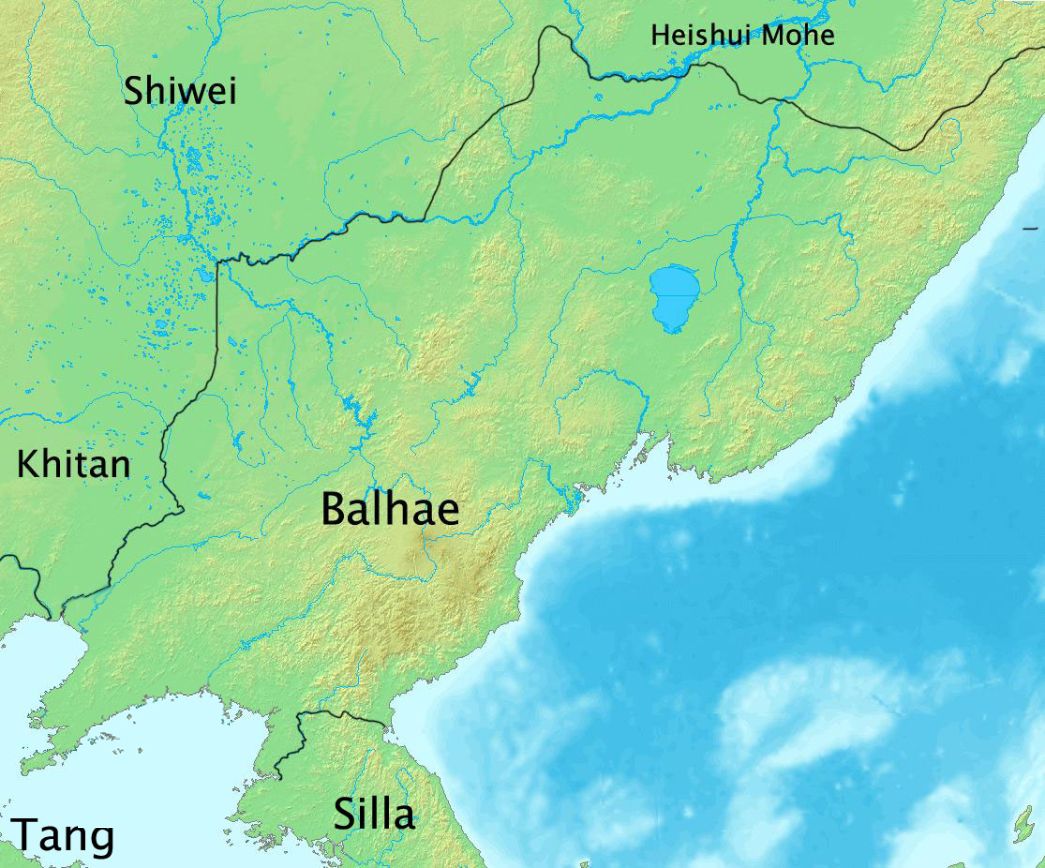
Le territoire des Heishui Mohe et de Balhae en 830.

Les Mohe (靺鞨, Malgal en coréen) sont un peuple toungouse de l'ancienne Mandchourie. Ils sont parfois considérés comme les ancêtres des Jurchens et des Mandchous et ils seraient les descendants des Sushen (-249 à – 207) des Yilou (- 206 à 24) et des Wuji (386  à 534). D'après certaines sources, ils habitaient initialement près du Liao avant de migrer. Ils sont impliqués dans l'histoire de la Corée : au Ier et au IIe siècle de notre ère, ils ont livré de nombreuses batailles contre les royaumes de Baekje et de Silla. Ils ont ensuite été intégrés au royaume de Koguryo (-37 à 668) puis de Balhae (698 à 926) dont ils formaient une grande partie de la population.

## Culture
Les Mohe étaient initialement un peuple vivant de la chasse et de la cueillette. Ils étaient de bons cavaliers et de bons archers qui payaient tribu aux dirigeants chinois sous la forme d'arcs et de pointes de flèches. Il vivaient dans des maisons souterraines qui possédaient un trou qui permettait aux habitants et à la fumée du foyer de sortir. Sur les sites archéologiques, ils sont caractérisés par leurs boucles de ceintures décorées et par des pots en céramique en forme d'urne avec double rebord.
Au temps de Balhae, l'agriculture devient très importante avec l'adoption de sortes de blé et  de millets adaptées à la courte période végétative de cette région. Le travail des métaux s'améliore aussi. Les sources chinoises indiquent que Balhae avait son propre système d'écriture mais il n'en reste aucune trace. 

## Histoire et tribus
Les Mohe étaient divisés en plusieurs tribus. Les Sumo Mohe sont passés sous le contrôle du Koguryo tandis que d'autres tribus passaient  sous le contrôle de la dynastie chinoise des Sui (589-618). À cette époque de nombreux Mohe repartent vers le nord. Le Livre des Tang décrit le pays des Mohe comme étant divisé en 10 tribus ayant chacune son chef, certaines dépendant du Koguryo et d'autres vassales des Köktürks (552-745). Les Mohe ne laissent pratiquement plus de traces vers la fin de Balhae, ceux du sud ayant été sinisés tandis que ceux du nord formaient le groupe principal à l'origine des Jurchens.
Les principales tribus sont les Sumo (粟末部) habitant près de la Songhua, les Baishan (白山部) du mont Paektu, les Yulou (虞婁) de la Razdolnaya, les Funie (拂涅部) du Lac Khanka, les Heishui  (黑水部) de l'Amour, les Boduo (伯咄部), les Tieli (鐵利) et les Yuexi (越喜). 
Personnages notables 
- Tudiji (env. 580-620), chef des Sumo Mohe.
- Li Jinhang (619-683), son fils
- Li Duozuo, général de l'armée des Tang qui a participé aux coups d'état de 705 et 707.